# Russelia coccinea
Russelia coccinea är en grobladsväxtart som först beskrevs av Carl von Linné, och fick sitt nu gällande namn av Richard von Wettstein. Russelia coccinea ingår i släktet Russelia och familjen grobladsväxter. Inga underarter finns listade i Catalogue of Life.